# Lustre (muziekproject)
Lustre is een Zweeds ambient black metal eenmansproject van Nachtzeit (werkelijke naam: Hendrik Sunding).
Na bij Hypothermia en The Burning muziek te hebben gemaakt begon Nachtzeit in 2008 met Lustre. Zijn eerste ep, Serenity, bracht hij in eigen beheer uit. Een jaar later verscheen bij 'The Tenebrarum Principio' het eerste volwaardige album: Night Spirit. De daaropvolgende albums A Glimpse of Glory uit 2010 en They Awoke to the Scent of Spring uit 2012 kregen goede kritieken op websites en in fanzines.
In 2013 bracht Nachtzeit de compilatie Lost in Lustrous Night Skies uit. Het album werd in de metalscene goed ontvangen. Datzelfde jaar verscheen nog de ep A Spark of Times of Old. In 2015 tekende Nachtzeit bij 'Nordvis Production' en bracht het album Blossem en de ep Phantom uit. In 2017 verscheen het album Still Innocence, in 2020 The Ashes of Light en in 2022 A Thirst for Summer Rain.
Lustre staat bekend voor zijn unieke etherische dromerige geluid met veel synthesizer en weinig gitaren. Lustres muziek wordt ook wel Post-black metal genoemd.

## Discografie
- Serenity (ep, 2008)
- Welcome Winter (ep, 2009)
- Neath the Black Veil (demo, 2009)
- Night Spirit (album, 2009)
- A Glimpse of Glory (album, 2010)
- Of Strength and Solace (ep, 2012)
- They Awoke to the Scent of Spring (album, 2012)
- Lost in Lustrous Night Skies (compilatie, 2013)
- Wonder (album, 2013)
- A Spark of Times of Old (ep, 2013)
- Vixerunt (split met 'Aus der Transzendenz', 2013)
- Through the Ocean to the Stars (split met Elderwind, 2014)
- Neath Rock and Stone (single, 2014)
- Phantom (ep, 2015)
- Blossom (album, 2015)
- Nestle Within (single, 2015)
- Still Innocence (album, 2017)
- The First Snow (single, 2018)
- Another Time, Another Place (Chapter One) (compilatie, 2019)
- Another Time, Another Place (Chapter Two) (compilatie, 2019)
- The Ashes of Light (album, 2020)
- A Thirst for Summer Rain (album, 2022)
- Reverence (ep, 2023)